# 變形金剛：領袖之證
是於2010年年末，在孩之寶與Discovery的合作頻道The Hub上播出的三維立體動畫既其關聯產品線。前兩季為26集，第三季《野獸獵人》（Beast Hunters）為13集，最終章《掠獸金剛再臨》（Predacons Rising）則在2013年10月1日和8日以藍光和DVD光碟形式發售，並於10月4日於The Hub上播出。故事講述兩派來到地球三年後發生的故事。本作品是由Hasbro Studios負責企劃，Digitalscape與Polygon Pictures兩家日本動畫工作室經手CG作業。
本作中變形金剛們隱藏於人類社會之中，如何去平衡一切關係是柯柏文作為領袖將要面臨的考驗，本作品的標題也由此而來。
在設定上，本作與遊戲系列《變形金剛：賽博坦之戰》和《變形金剛：賽博坦殞落》同屬“Aligned Continuity”世界觀，但是兩者的劇情有大量矛盾存在。
本作品在2011年8月28日開始於香港無綫電視翡翠台播放第一季，在2013年8月5日開始播放第二、三季，臺灣在2011年12月5日於東森幼幼台開始播放,第二季於2012年7月9日播放，日本2012年4月7日於愛知電視台（東京電視網）開始播放，中国大陆在2013年2月4日於CCTV-6開始播放。
本作品全體工作人員，有幸獲得第39屆日間節目艾美獎的最佳動畫节目Animated Program，以及Christophe Vancher 赢得本作的动画节目个人成就奖 individual Achievement in Animation 。

## 劇情概要

### 序章（第1~5集）
- 在故事開始時，距離狂派最後一次攻擊地球已經過了將近三年。
- 在這段時間內，博派一直的等待著，直到他們其中一份子─躍崖者的死亡，以及在內華達州賈斯珀鎮遇上三位人類少年後，博派及狂派之間的戰爭亦再度展開。
- 另一方面，在這三年間一直失蹤的狂派領袖─密卡登亦帶著黑暗能量晶體回歸，並企圖以這和已亡的賽博坦人屍體製成的不死軍隊來消滅博派。
- 到了最後，博派毀滅了地球軌道內的太空橋，而密卡登亦和從太空橋穿越到此地的殭屍軍隊一同消失在爆炸中，而天王星亦自立為新的狂派領袖。

### 第一季（第6~26集）
- 在密卡登失蹤後，自立為新狂派領袖的天王星招來了幾個新的狂派，並引發了許多事件以摧毀博派和找出其總部。
- 同時，他亦從宇宙找出，傷痕累累的密卡登的胸口內找到了黑暗能量晶體的碎片，並企圖霸佔剩下來的，最後一塊完整的黑暗能量晶體。
- 但是，這些行動都隨著曾控制大黃蜂的行動，並順利復活的密卡登打破了，同時這亦令密卡登開始對天王星出現戒心。
- 與此同時，博派有了人類敵人M.E.C.H.，一群為了稱霸而捕捉變形金剛的恐怖組織，而死火和雅希先後成為活體實驗品，目前正進行「合成獸計畫」。
- 狂派的女性成員黑寡婦因故迫降在地球，短暫和M.E.C.H.聯手對付雅希。後來原本打算蒐集墜落在地球上的所有賽博坦武器來對付博狂派，但之後重回狂派。
- 及後，天王星雖然從密卡登手中取得宇宙能量晶體，但是卻無法組成自己的不死軍隊，接連發生的事件─預定被密卡登處死(後來密卡登手下留情)、聲波的監視告密、黑寡婦的背叛與歧視讓他只好自立門戶。
- 與此同時，一系列古老的事件亦揭示了一個事實，那就是賽博坦上毀滅的化身：尤尼克隆已經復活，同時企圖毀滅他所寄宿的地球。
- 為了阻止尤尼克隆的行動，柯博文和密卡登合作深入其核心，但面對其力量之下，最終柯博文只好釋放收容在體內原能矩陣的力量再度封印其意識。
- 最後，失去了所有作為柯博文時的記憶，變回奧利安的他被密卡登帶走，並只留下一臉愕然的博派同伴們。

### 第二季（第27~52集）
- 柯博文被密卡登帶走後，博派開始想辦法救回柯博文並恢復他的記憶。於是飛輪便開始率領博派對狂派戰艦反擊，並借用狂派的二號太空橋運送傑克到賽博坦以尋找原能矩陣的能量槽，最後能量傳輸成功並讓柯博文恢復記憶，也擊退了密卡登。
- 天王星在其間曾經侵入狂派戰艦奪取能量晶，失敗而且腿被打傷。復原之後，為了向密卡登報仇，決定跟M.E.C.H.聯手攻擊狂博兩派。
- 他們首先奪取大黃蜂的變形齒輪來完成他們的試驗體，而大黃蜂獨自前往他們的基地並和天王星展開激戰，之後試驗體被毀；大黃蜂自己的掃描機也被破壞，經飛輪醫療下逐漸復原。同時，天王星遭到塞拉斯陷害被奪走齒輪，天王星只能狼狽逃走。
- 另一方面，再度來到地球的輪傑亦加入了柯博文小隊。反觀狂派一方，繼天王星後，黑寡婦亦率領昆蟲金剛脫離了狂派。
- 塞拉斯成功開發出「奇美拉計劃」第一號成品——天罰邪尊，在其壓倒性的力量面前博派一度陷入絕境，但最後還是成功將其擊倒，而塞拉斯亦重傷昏迷。
- 密卡登利用黑暗能量晶修復報應號，卻讓她有了意識並用凍結砲凍住在場的博狂兩派。隨著杰克、美子、拉斐和福勒潛入後，成功把黑暗能量晶退出來，把報應號修復原樣，博派亦得到狂派電腦中有四樣鐵堡遺物在地球的情報。
- 到目前為止，其中一項在博派手上、另一項在天王星身上，狂派奪到一項，至於最後一項則是危險有毒物而被鐵漢消毀，卻被昆蟲金剛的隊長重傷、一度危殆，而美琪和阿積知道此事之後，決定去找昆蟲金剛報仇。之後昆蟲金剛首領硬殼被美子和輪傑殺死。
- 及後，新一件鐵堡遺物——星辰劍亦被狂派發掘出來，並在一番擊戰後被柯博文取得，但在密卡登手中的複製品——暗黑星辰劍面前最終被斬斷。
- 後來因狂派發現煙幕體內藏有最後一把鑰匙而一度被狂派綁架，然而煙幕成功逃脫、並拿走狂派所擁有的終極之鑰，但最終被突然出現，並且獲得紅色能量晶體力量的星星叫全數偷走。
- 星星叫用終極之鑰作為重返狂派的籌碼，密卡登審問其誠實程度時，鬼翼才得知震天被殺的全盤真相，深感被狂派出賣之苦不惜把索拉斯至尊的鍛造鎚交給博派。卻在他要天王星付出代價時，卻被多次勸阻他無效的密卡登處決。
- 然後，了解到終極之鑰關鍵的狂派正前往第二道太空橋，同時博派亦全副武裝前往阻止。可是狂派卻用博派的人類朋友的生命威脅他們交出終極之鑰及終極之鎖，柯博文只好妥協。
- 然而狂派郤想利用終極之鎖來把地球所有的有機生命體消滅，柯博文決定玉石俱焚，把終極之鎖消滅。可惜狂派早在博派基地旁另起狂派城堡，柯博文宣佈放棄基地，所有成員各散美國各地，他自己就留守至最後一刻。最後博派基地被一片火海吞噬。只剩下柯博文的手臂。

### 第三季：野獸獵人（第53~65集）【最終回】
- 在博派基地被消滅後，博派成員分散全美各地。煙幕則找到了奄奄一息的柯博文，並在他交代下從狂派戰艦奪回索拉斯聖槌。
- 此時，震盪波在賽博坦偶然遇見正在蒐集殘局的狂派，之後返回隊伍，也同時帶來了掠獸金剛準備向博派大開殺戒。在偶然讓被捕的輪傑欲擒故縱的情況下，掠獸金剛首領霹靂星在攻擊過程中遭已經重新集結的博派猛烈反擊。
- 在雷霆技師首領馬格斯出現後，博派開始集結並反擊。柯博文在將至尊位置交給煙幕時，煙幕認為自己資格不夠，而柯博文同時火種熄滅。
- 在黑山遭到博派攻擊時，突然被用索拉斯聖槌再次復生強化的柯博文出現幫助博派，而黑山也被美軍擊毀，狂派全數撤退。
- 黑山一役後，狂派開始收集數千年前被震盪波派往地球的掠獸金剛復製品殘骸，企圖利用殘骸上的CNA重新創造出大量的掠獸金剛復製品。
- 期間，本應是野獸的霹靂星竟然進化出了智慧和變形的能力，使得密卡登反悔並藉由博派之手摧毀其複製品。
- 接著，狂派開始研究合成能量晶體並希望以此把地球賽博坦化，最後設計令音波故意被俘虜並擄坎唯一懂得製作合成能量晶體的飛輪。
- 飛輪在密卡登的威迫利誘下不得不協助狂派，同時暗中慫勇霹靂星使他和密卡登反目，兩人戰鬥的最後霹靂星被拋出報應號；而狂派亦在報應號上製作出另一個終極之鎖。
- 博派在飛輪的通風報信下進入了報應號，期間大黃蜂在介入柯博文和密卡登的戰鬥時被擊斃，屍體連同星辰劍一同時掉入終極之鎖中卻重新格式化，恢復了聲線，並以星辰劍貫穿了密卡登的胸膛，最後密卡登連同暗黑星辰劍一起掉落到地球。
- 最後，博派以報應號上的終極之鎖向賽博坦的核心注入合成能量晶體，並使其復活；同時狂派殘黨以及巨猙獰則各散東西；而除了飛輪外的博派眾人則為了復興他們的故鄉而離開地球。

### 最終章：掠獸金剛再臨
- 劇情承接第三季，自密卡登一死，天王星和震盪波失蹤後，除飛輪外所有博派，以及擊破等一眾被補的狂派們都回到了賽博坦星並開始了復興母星的工作。
- 但在此時，兩頭不知名的掠獸金剛：黑鋼和天貓突然出現在馬格斯和煙幕面前，並向兩人展開攻擊。
- 另一方面，核心早已被柯博文用原能矩陣封印的尤尼克隆的意識再度復甦，並企圖利用雖身亡但仍殘留意識的密卡登。
- 博派、狂派以及掠獸金剛最終達到暫時的團結，並成功擊敗尤尼克隆，並在柯博文的自我犧牲下、讓火種源重歸賽博坦。

## 關鍵物品
火種源(Allspark)
- 跟電影版相同，的生命之源。
- 跟電影不同點在於這裡的火種源為一團藍色並由一個容器盛裝著的不定型火種，而且無法將機器變成變形金剛。
- 常在賽博坦人間的對話中出現，一般用法是“By the Allspark。”。

變形齒輪(Transformation cog)
- 掌握的變形機能的重要器官。
- 一旦失去它便無法變形或啟動武器。
- 跟人類器官一樣無法自己重新製作一個新的出來，但是自我收復即是可以的。

鐵堡遺物(Iacon Relics)
- 賽博坦內戰時期由狂博兩派科學家所研發的高科技裝備和武器(包括創世13祖的遺物)，內戰結束後全都流放到宇宙中。
- 一部分落到地球上，此外在狂派另一艘戰艦先驅號(Harbinger)的殘骸裡也有。

普萊瑪斯聖約(Covenant of Primus)
- 記載了世界，以及所有平行宇宙的歷史和未來的預言之書。
- 在飛輪和拉夫的對話中被提及。
- 當中記載的“當47顆行星連成一線之時，無盡的紛爭將席捲混沌的世間。黑暗的陰影會不斷蔓延，而弱者將隨之消亡。”正是暗示尤尼克隆的復活。

原能矩陣(Matrix of Leadership)
- 普萊瑪斯在彌留之際給予柯博文的神器，亦是密卡登最想取得的東西。
- 樣子有別於所有作品，外框為如心形般的鎖匙型。

矩陣能量之鑰(Key to Vector Sigma)
- 第25集柯博文交給傑克保管的東西。
- 為賽博坦最珍貴的物品。
- 其元素不明，用途為補充原能矩陣的能量。

黑暗能量晶體(宇宙能量晶)(Dark Energon)
- 密卡登在流浪宇宙期間找到，及後在地球出現的物質。
- 被稱為尤尼克隆之血。
- 有些類似電影版中的火種源，可以製造出邪惡的變形金剛。
- 能使無機物出現生命反應，以及使已亡的賽博坦人化為不死的“僵屍”．恐懼獸(Terrorcons)。

合成能量晶體(Synthetic Energon)
- 由隔板在賽博坦資料庫(Cybertronian data cylinder)找到的知識，並由飛輪開發的黃綠色能量物質。
- 由於隔板所寫的公式並不完全，用在變形金剛上雖然會令能力大幅上昇，但是其性格會變得高傲自大起來。不過用在普通機械上則沒有問題。
- 第三季被狂派發現並開始研究，其中在天王星的無理行為下得知，若和黑暗能量晶體一同注入變形金剛體內將會令其變成能量吸血鬼。

紅色能量晶體(Red Energon)
- 第二季出現的新能量物質，來源並無被提及。
- 美軍將此物質封鎖在港口的貨櫃中。
- 不同於普通能量晶，依照天王星的說法，紅色能量晶使用後可使賽博坦人獲得超加速能力。

陸地橋‧太空橋(Ground Bridge‧Space Bridge)
- 前者為飛輪所發明，後者為狂派利用相同方式製造。

註:電影中的太空橋為御天至尊發明的能量柱啟動所形成，基本上功能也和陸地橋相同。
- 皆為雙向通道。
- 陸地橋只能在限制的地形(陸地橋固定的星球上)啟動；太空橋卻可以傳輸到太空任何座標。
- 太空橋是狂派製造並來到地球，最後密卡登因為傳送恐懼獸(Terrorcons)時，被博派利用太空橋的致命弱點“能源反轉”徹底破壞掉太空橋。
- 若果兩個陸地橋互相並排的話，中間的空隙便會產生互一個通道，並把處於中間的位置吸進一個空間與空間之間的夾縫世界中無法離開。

星辰劍(Star Saber)
- 落在地球的鐵堡遺物之一，由索拉斯至尊製造。
- 為繼承領袖(Prime)之名和原能矩陣的人才能揮舞並發揮完整威力。
- 裡面收錄了一段由阿爾法‧特萊恩加載的信息。
- 目前由柯博文所有，但在對移植了御天至尊右臂的密卡登一役中被暗黑星辰劍斬斷。
- 之後在鬼翼手中取得索拉斯至尊的鍛造鎚後而修復完成，而且威力已提升到暗黑星辰劍同等。
- 台版命名為"擎天神劍"

終極之鑰(Omega Keys)
- 阿爾法‧特萊恩收錄在星辰劍的信息中提及的物件，共四把，而其中一把被藏在煙幕體內。
- 內藏令賽博坦起死回生的關鍵，同時四把拼在一起將會浮現一幅賽博坦星的全息圖像，而上面則標示了拯救賽博坦星的關鍵：終極之鎖的所在。

終極之鎖(終極神鎖)(Omega Lock)
- 令賽博坦起死回生的裝置，並連接萬物之源的火種源，可以隨發動者的想法來一瞬間創造出巨大的建築物。
- 第二季最後被破壞，但是在第三季最後狂派在報應號上製作出另一個終極之鎖出來。

## 產品
- 本系列的產品由Hasbro的製作群負責設計造型，由TakaraTomy負責玩具設計。因為TakaraTomy要設計次年的《變形金剛3》玩具系列，使得《變形金剛 Prime》系列玩具沒法和動畫同時推出，動畫首播後美國版玩具足足遲了1年(2011年10月)才販售。

- 至於日本版於2011年12月開始販售,日本版部份角色的塗裝對比美版有一定的差異，但不太明顯。

## 主題曲

### 美版
Transformers：Prime
作曲：Brian Tyler

### 日版

#### 片頭曲
1.FEELING(第1集-第13集)
歌：BIGBANG、作詞：G=DRAGON、T.O.P.SUNNY BOY、作曲：BOYS NOIZE、G-DRAGON、BOYS NOIZE
日版系列作第一首非日本人主唱的主題曲，然亦輕快的曲調與本作的黑暗、嚴肅風格不合，受到本土以及部份海外支持者的不滿。
2.TRANSFORMERZ(第14集-第26集)
歌：m-flo、作詞、作曲：m-flo & Minami、編曲：☆Taku Takahashi & Mitsunori Ikeda
3.TRANSFORMERZ(version 2.0)(第27集-)
歌：m-flo、作詞、作曲：m-flo、編曲：☆Taku Takahashi & Mitsunori Ikeda

#### 片尾曲
1.I Believe in All(第1集-第13集)
歌：CLUTCHO、作詞、作曲：YUTO、編曲：CLUTCHO
2.A Little Bit(第14集-第26集)
歌：CLUTCHO、作詞、作曲：YUTO、編曲：CLUTCHO
3.ディスコート(第27集-)
歌：東京女子流、作詞：鈴木静那、作曲：大西克巳、編曲：松井寛

## 平行作品
孩之寶於2011年末製作的【變形金剛:救援金剛隊】其實它的故事時間線和本作相同。但主要在敘述救難金剛和一個人類家族到處幫忙並給予其他人類幫助，並不插手柯博文和其他博派對抗狂派的任務。而此作由於收視觀眾以幼童為主，所以並沒有提到任何有關狂派、賽博坦毀滅的事情。但柯博文和大黃蜂有在其中登場過。
另外，日本則直接以原創作品【參乘合體 變形金剛Go！】(参乗合体 トランスフォーマーGo!)來取代野獸獵人的劇情。

## 各集標題
除非特別標示，所有播放地點皆為當地時間。
| 集數     | 英文標題                     | 中文暫譯(表示方法為:英語版暫譯/日語版暫譯) | 日文譯名 | 美國首播日 (現階段為星期五19:00)                                      | 香港首播日 (現階段為星期一至五15:50) | 臺灣首播日 (現階段為星期一至五18:00) | 日本首播日 (星期六8:00) |
| -------- | ---------------------------- | ------------------------------------------ | -------- | --------------------------------------------------------------------- | ------------------------------------ | ------------------------------------ | ----------------------- |
| (序章)   |                              |                                            |          |                                                                       |                                      |                                      |                         |
| 1        | Darkness Rising, Part 1      | 黑暗崛起 1 /完全變形！變形金剛登場                 |          | 2010年11月29日                                                        | 2011年8月27日                        | 2011年12月5日                        | 2012年4月7日            |
| 2        | Darkness Rising, Part 2      | 黑暗崛起 2 /闇黑變形！黑暗能量晶體         |          | 2010年11月30日                                                        | 2011年9月3日                         | 2011年12月6日                        | 2012年4月14日           |
| 3        | Darkness Rising, Part 3      | 黑暗崛起 3 /救出變形！富勒的危機           |          | 2010年12月1日                                                         | 2011年9月10日                        | 2011年12月7日                        | 2012年4月21日           |
| 4        | Darkness Rising, Part 4      | 黑暗崛起 4 /潛入變形！戰艦報應號           |          | 2010年12月2日                                                         | 2011年9月17日                        | 2011年12月8日                        | 2012年4月28日           |
| 5        | Darkness Rising, Part 5      | 黑暗崛起 5 /爆裂變形！太空橋攻防戰         |          | 2010年12月3日                                                         | 2011年9月24日                        | 2011年12月9日                        | 2012年5月5日            |
| (第一季) |                              |                                            |          |                                                                       |                                      |                                      |                         |
| 6        | Masters and Students         | 師傅與學生 /空中變形！天震                 |          | 2011年2月11日                                                         | 2011年10月8日                        | 2011年12月12日                       | 2012年5月12日           |
| 7        | Scrapheap                    | 鐵噬蟲 /極寒變形！？鐵噬蟲的恐怖           |          | 2011年2月18日                                                         | 2011年10月15日                       | 2011年12月13日                       | 2012年5月19日           |
| 8        | Con Job                      | 魚目混珠 /秘劍變形！輪傑登場               |          | 2011年2月15日                                                         | 2011年10月22日                       | 2011年12月14日                       | 2012年5月26日           |
| 9        | Convoy                       | 車隊攻堅 /爆走變形！保護核容器！           |          | 2011年3月4日                                                          | 2011年10月29日                       | 2011年12月15日                       | 2012年6月2日            |
| 10       | Deus Ex Machina              | 能量獵能器 /猛擊變形！兩大刺客             |          | 2011年3月11日                                                         | 2011年11月5日                        | 2011年12月16日                       | 2012年6月9日            |
| 11       | Speed Metal                  | 衝鋒鋼鐵 /加速變形！以速度決勝負！         |          | 2011年4月9日                                                          | 2011年11月12日                       | 2011年12月19日                       | 2012年6月16日           |
| 12       | Predatory                    | 狩獵場 /怪蟲變形！蜘蛛女之森               |          | 2011年4月16日                                                         | 2011年11月19日                       | 2011年12月20日                       | 2012年6月23日           |
| 13       | Sick Mind                    | 潛意識空間 /幻影變形！意識潛行             |          | 2011年4月30日                                                         | 2011年11月26日                       | 2011年12月21日                       | 2012年6月30日           |
| 14       | Out of His Head              | 借體還魂 /復仇變形！密卡登復活             |          | 2011年5月7日                                                          | 2011年12月3日                        | 2011年12月22日                       | 2012年7月7日            |
| 15       | Shadowzone                   | 影子次元 /死靈變形！天震再現               |          | 2011年5月14日                                                         | 2011年12月10日                       | 2011年12月23日                       | 2012年7月14日           |
| 16       | Operation: Breakdown         | 任務代號:死火 /手術變形！被囚禁的破壞戰士  |          | 2011年6月18日                                                         | 2011年12月17日                       | 2011年12月26日                       | 2012年7月21日           |
| 17       | Crisscross                   | 四方交戰 /謀略變形！切斷邪惡之線           |          | 2011年6月25日                                                         | 2011年12月31日                       | 2011年12月27日                       | 2012年7月28日           |
| 18       | Metal Attraction             | 金屬引力 /密著變形！？磁力車輪戰           |          | 2011年7月9日                                                          | 2012年1月7日                         | 2011年12月28日                       | 2012年8月4日            |
| 19       | Rock Bottom                  | 跌落岩堆 /探查變形！逃出地底               |          | 2011年7月16日                                                         | 2012年1月14日                        | 2011年12月29日                       | 2012年8月11日           |
| 20       | Partners                     | 伙伴 /決鬥變形！驅散跳崖的遺憾             |          | 2011年7月23日                                                         | 2012年1月21日                        | 2011年12月30日                       | 2012年8月18日           |
| 21       | T.M.I.                       | T.M.I. /友情變形！我的鐵漢                 |          | 2011年9月10日                                                         | 2012年1月28日                        | 2012年1月2日                         | 2012年8月25日           |
| 22       | Stronger, Faster             | 更快，更強 /禁斷變形！？飛輪最強傳說？     |          | 2011年9月17日                                                         | 2012年2月4日                         | 2012年1月3日                         | 2012年9月1日            |
| 23       | One Shall Fall               | 敗者為寇 /一擊變形！柯博文VS密卡登         |          | 2011年9月24日                                                         | 2012年2月11日                        | 2012年1月4日                         | 2012年 9月8日           |
| 24       | One Shall Rise, Part 1       | 勝者再生 1 /巨神變形！蓋亞宇宙大帝的進攻   |          | 2011年10月1日                                                         | 2012年2月18日                        | 2012年1月5日                         | 2012年9月15日           |
| 25       | One Shall Rise, Part 2       | 勝者再生 2 /雙雄變形！最強組合誕生         |          | 2011年10月8日                                                         | 2012年2月25日                        | 2012年1月6日                         | 2012年9月22日           |
| 26       | One Shall Rise, Part 3       | 勝者再生 3 /封印變形！奧利安．派克斯之謎   |          | 2011年10月15日                                                        | 2012年3月3日                         | 2012年1月9日                         | 2012年9月22日           |
| (第二季) |                              |                                            |          |                                                                       |                                      |                                      |                         |
| 27       | Orion Pax, Part 1            | 奧利安．派克斯 1 /忘卻變形！柯博文成為狂派 |          | 2012年2月18日                                                         | 2013年8月5日                         | 2012年7月9日                         | 2012年10月6日           |
| 28       | Orion Pax, Part 2            | 奧利安．派克斯 2 /希望變形！目標是賽博坦星 |          | 2012年2月25日                                                         | 2013年8月6日                         | 2012年7月10日                        | 2012年10月13日          |
| 29       | Orion Pax, Part 3            | 奧利安．派克斯 3 /起動變形！矩陣能量之鑰   |          | 2012年3月3日                                                          | 2013年8月7日                         | 2012年7月11日                        | 2012年10月20日          |
| 30       | Operation: Bumblebee, Part 1 | 任務代號:大黃蜂 1 /無法變形！？大黃蜂SOS   |          | 2012年3月10日                                                         | 2013年8月8日                         | 2012年7月12日                        | 2012年10月27日          |
| 31       | Operation: Bumblebee, Part 2 | 任務代號:大黃蜂 2 /勇敢變形！軍醫的決心    |          | 2012年3月17日                                                         | 2013年8月9日                         | 2012年7月13日                        | 2012年11月3日           |
| 32       | Loose Cannons                | 鬆散之砲/劍爆變形！鬼翼與阿積              |          | 2012年3月24日                                                         | 2013年8月12日                        | 2012年7月16日                        | 2012年 11月10日         |
| 33       | Crossfire                    | 四面烽火/洶湧變形！昆蟲激戰                |          | 2012年3月31日                                                         | 2013年8月13日                        | 2012年7月17日                        | 2012年11月17日          |
| 34       | Nemesis Prime                | 天罰邪尊/激突變形！黑暗司令官現身          |          | 2012年4月7日                                                          | 2013年8月14日                        | 2012年7月18日                        | 2012年11月24日          |
| 35       | Grill                        | 潛藏的威脅/特命變形！富勒的搜查檔案        |          | 2012年4月14日                                                         | 2013年8月15日                        | 2012年7月19日                        | 2012年12月1日           |
| 36       | Armada                       | 昆蟲艦隊/無限變形！增殖的敵人              |          | 2012年4月21日                                                         | 2013年8月16日                        | 2012年7月20日                        | 2012年12月8日           |
| 37       | Flying Mind                  | 邪靈作祟/神雷變形！報應號的反亂            |          | 2012年4月28日                                                         | 2013年8月19日                        | 2012年7月23日                        | 2012年12月15日          |
| 38       | Tunnel Vision                | 地鐵驚魂/奪回變形！大都會‧地下的戰鬥       |          | 2012年5月5日                                                          | 2013年8月20日                        | 2012年7月24日                        | 2012年12月22日          |
| 39       | Triangulation                | 反覆無常/結冰變形！搶奪無限之身！          |          | 2012年5月12日                                                         | 2013年8月21日                        | 2012年7月25日                        | 2012年 12月29日         |
| 40       | Triage                       | 奇招妙手/音波變形！飛輪的秘策              |          | 2012年5月19日                                                         | 2013年8月22日                        | 2012年7月26日                        | 2013年1月5日            |
| 41       | Toxicity                     | 毒性大發/毒炎變形！昆蟲之王・硬殼          |          | 2012年5月26日                                                         | 2013年8月23日                        | 2012年7月27日                        | 2013年1月12日           |
| 42       | Hurt                         | 傷痛/復仇變形！勇氣的追蹤                  |          | 2012年8月24日                                                         | 2013年8月26日                        |                                      | 2013年1月19日           |
| 43       | Out of the Past              | 過去之外/回憶變形！雅希的過去              |          | 2012年8月31日                                                         | 2013年8月27日                        |                                      | 2013年1月26日           |
| 44       | New Recruit                  | 新兵報到/新星變形！煙幕登場！              |          | 2012年9月7日                                                          | 2013年8月28日                        |                                      | 2013年2月2日            |
| 45       | The human factor             | 狼狽為奸/人造變形！歸來的破壞戰士          |          | 2012年9月14日                                                         | 2013年8月29日                        |                                      | 2013年2月9日            |
| 46       | Legacy                       | 密戰奪寶/閃光變形！解放吧！傳說之劍        |          | 2012年9月21日                                                         | 2013年8月30日                        |                                      | 2013年2月16日           |
| 47       | Alpha ,Omega                 | 明暗之對決/預言變形！超越時間的留言        |          | 2012年9月28日                                                         | 2013年9月2日                         |                                      | 2013年2月23日           |
| 48       | Hard Knocks                  | 出乎意料/爆炎變形！終極之鑰争奪戰          |          | 2012年10月5日                                                         | 2013年9月3日                         |                                      | 2013年3月2日            |
| 49       | Inside Job                   | 臥底行動/舞空變形！決死之空降              |          | 2012年10月12日                                                        | 2013年9月4日                         |                                      | 2013年3月9日            |
| 50       | Patch                        | 連結過去/漆黑變形！背叛之影                |          | 2012年10月19日                                                        | 2013年9月5日                         |                                      | 2013年3月16日           |
| 51       | Regeneration                 | 重生之戰/復活變形！復甦的賽博坦星          |          | 2012年10月26日                                                        | 2013年9月6日                         |                                      | 2013年3月23日           |
| 52       | Darkest Hour                 | 黑暗時代/究極變形！戰鬥吧！變形金剛        |          | 2012年11月2日在2012年11月1日和2日間所與前面51集一起以馬拉松的方式播出 | 2013年9月9日                         |                                      | 2013年3月30日           |
| (第三季) |                              |                                            |          |                                                                       |                                      |                                      |                         |
| 53       | Darkmount, NV                | 內華達州,黑山                              |          | 2013年3月22日                                                         | 2013年9月10日                        |                                      |                         |
| 54       | Scattered                    | 巨獸展翼                                   |          | 2013年3月29日                                                         | 2013年9月11日                        |                                      |                         |
| 55       | Prey                         | 血盆大口                                   |          | 2013年4月5日                                                          | 2013年9月12日                        |                                      |                         |
| 56       | Rebellion                    | 絕地反攻                                   |          | 2013年4月12日                                                         | 2013年9月13日                        |                                      |                         |
| 57       | Project Predacon             | 巨獸源起                                   |          | 2013年5月18日                                                         | 2013年9月16日                        |                                      |                         |
| 58       | Chain of command             | 毫不馴服                                   |          | 2013年5月25日                                                         | 2013年9月17日                        |                                      |                         |
| 59       | Plus One                     | 險境生愛                                   |          | 2013年6月1日                                                          | 2013年9月18日                        |                                      |                         |
| 60       | Thirst                       | 噬血之夜                                   |          | 2013年6月8日                                                          | 2013年9月19日                        |                                      |                         |
| 61       | Evolution                    | 全新進化                                   |          | 2013年6月28日                                                         | 2013年9月20日                        |                                      |                         |
| 62       | Minus One                    | 正面對決                                   |          | 2013年7月5日                                                          | 2013年9月23日                        |                                      |                         |
| 63       | Persuasion                   | 猛獸追跡                                   |          | 2013年7月12日                                                         | 2013年9月24日                        |                                      |                         |
| 64       | Synthesis                    | 合成強化                                   |          | 2013年7月19日                                                         | 2013年9月25日                        |                                      |                         |
| 65       | Deadlock                     | 終極復甦                                   |          | 2013年7月26日                                                         | 2013年9月26日                        |                                      |                         |
| (最終章) |                              |                                            |          |                                                                       |                                      |                                      |                         |
| 1        | Predacons Rising             | 掠獸金剛再臨                               |          | 2013年10月4日                                                         |                                      |                                      |                         |

## 註解
1. ↑  標題公式為：〇〇變形，然後標題
2. ↑  此為美國東部時間。
3. ↑  此為愛知電視台播放時間。
4. ↑  此播放時間為07:30
5. ↑  日本不播出並以《參乘合體 變形金剛Go！》代替。